# Business Service Provider
Business Service Provider (BSP) ou, em português Provedor de Web Services, é uma empresa provedora de serviços de aplicação que oferece produtos de software na forma de Web Services.
Estes produtos de software são aplicações construídas e disponibilizadas através da utilização de um conjunto de tecnologias conhecido como Web services que especifica padrões de segurança, gerenciamento e controle de acesso que facilitam a integração plug-and-play destes serviços seja com outros serviços BSP ou outros Web services internos de uma organização.
Um BSP pode fornecer também uma combinação de aplicação web com serviços adicionais de consultoria.